# Дрезден (дирекционный округ)
Дрезден (нем. Dresden) — один из трёх дирекционных округов (нем. Direktionsbezirk) земли Саксонии в Германии.
Находится на востоке земли.
Создан 1 августа 2008 года в ходе саксонской коммунальной реформы и заменил административный округ Дрезден. В основном совпадает с округом Дрезден, существовавшим в ГДР в 1952 — 1990 годах.
Управление округом с 1 марта 2012 года осуществляется единой земельной дирекцией Саксонии (нем. Landesdirektion Sachsen).
В округ входят 4 района и 1 город, приравненный к районам:
- город Дрезден,
- район Баутцен,
- район Гёрлиц,
- район Мейсен,
- район Саксонская Швейцария — Восточные Рудные Горы.

Всего в округе 204 коммун. Плотность населения составляет 	209 чел./км².